# Anosace
Anosace (em grego clássico: Ανωσακ(η); romaniz.: Anosak(e); em persa médio: ‘nwšky/nwškyE, Anōšag) foi nobre sassânida do século III.

## Vida

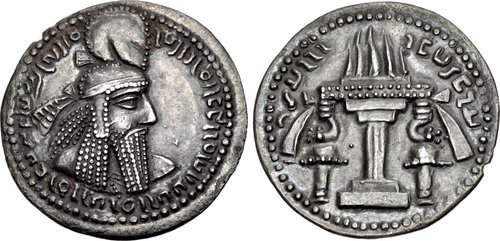
Dracma de

Anosace era mãe de Roducte. Ela aparece na inscrição trilíngue Feitos do Divino Sapor do xá Sapor I entre membros da casa real do Império Sassânida e é citada apenas como mãe de Roducte. Várias foram as teorias sugeridas acerca de sua relação com a casa real, e a julgar pela menção na lista de membros da casa reinante perto da seção que fala de descendentes de Artaxes I (r. 224–242), tem sido sugerido que fosse esposa de Artaxes. As poucas informações acerca dela na inscrição podem ser explicadas pela possível pouca proeminência de Anosace na nobreza.